# Deutsches Meisterschaftsrudern 2020
Das 131. Deutsche Meisterschaftsrudern sollte, wie in den Jahren zuvor, an zwei Orten ausgetragen werden. Die Regatten der Kleinboote (Einer und Zweier ohne) sollten vom 17. bis 19. April 2020 auf der Regattastrecke Oberschleißheim in München ausgetragen werden. Die Großbootmeisterschaften waren vom 3. bis 5. Juli 2020 in Krefeld geplant. Wegen der COVID-19-Pandemie wurden jedoch beide Termine abgesagt.